# Ratchet (personaje de Ratchet & Clank)
Ratchet es uno de los protagonistas de la serie de videojuegos Ratchet & Clank, creado por la compañía estadounidense Insomniac Games en el año 2002. Él es un lombax, un miembro de una especie ficticia nativa del planeta Veldin de la galaxia Solana, con aspecto de lince humanoide.
Aunque en el primer juego de la franquicia fue interpretado por el actor Mike Kelley, la voz oficial original pertenece a James Arnold Taylor, quien ha doblado a Ratchet desde el segundo videojuego hasta la actualidad. 
En España, Ratchet fue doblado por el actor de doblaje Javier Romano desde el primer videojuego (2002) hasta Ratchet & Clank: Nexus (2013). En 2016 fue sustituido por el actor Javier Lorca.
Es un personaje al principio egocéntrico, ya que se preocupa más por su vida y casi no ayuda a Clank directamente en el primer juego. Sin embargo, con el paso del tiempo, se ha vuelto más generoso y heroico. Sin embargo, en todos los juegos hasta la fecha, se muestra testarudo y maduro.

## Historia de Ratchet

### Ratchet & Clank
- PlayStation 2, 2002
- PlayStation 3, 2012
- PlayStation Vita, 2014

Ratchet es de una especie fictícia llamada Lombax. Es un mecánico de Veldin que sueña con salir al espacio exterior algún día y tener miles de aventuras; sueño que se le concederá de manera accidental cuando Clank, un robot fabricado en un planeta cercano, escape de la cadena de montaje tras ver el gran desastre que se avecina en la galaxia.
El Presidente Drek, un empresario Blargiano, está empezando a construir un planeta sintético con partes y material de otros planetas, puesto que el planeta de origen de la raza Blarg, el planeta Orxon, está totalmente contaminado, superpoblado y es inhabitable. 
Cuando el robot Clank lo descubre gracias a un infobot, se marcha de su fábrica en una nave a la que disparan cayendo al planeta Veldin, donde Ratchet lo encontrará y se lo llevará. A partir de ahí tienen lugar varios acontecimientos que llevarán a Ratchet y Clank a recorrer varios planetas de la galaxia para luchar contra la tiranía del presidente Drek, a quien está ayudando el Capitán Qwark, personaje que será de vital importancia, no tanto en el primer juego, pero si en la saga de Ratchet & Clank.  
Cabe destacar el carisma de los personajes y el "gran sentido de humor del juego", partiendo de los protagonistas, Ratchet y Clank quienes tendrán muy buenos momentos "cómicos".
Gráficamente, Ratchet & Clank ofrece un universo tecnológico y espacial muy colorido y con un ligero estilo “cartoon” que dará la sensación de estar viendo una serie de dibujos 3D. Los modelados de los personajes, especialmente de los protagonistas, es excelente, todos ellos con un toque humorístico muy bueno.

### Ratchet & Clank 2: Totalmente a tope (Going Commando)
- PlayStation 2, 2003
- PlayStation 3, 2012
- PlayStation Vita, 2014

Ratchet ha madurado mucho desde su primera aventura. Aquí, es tele-transportado junto a Clank a la "Galaxia Bogon" por Abercombie Fizzwidget, el CEO de la corporación Megacorp. Es entrenado como un comando para la misión de recuperar a un ser al que llaman "el experimento", una pequeña bola peluda azul muy peligrosa capaz de devorar todo a su paso, la cual fue robada por "el ladrón".
Tiempo después se descubre que el ladrón es una lombax llamada Ángela Cross, cuyo propósito era robar al experimento, llamado realmente "protomascota", la cual Megacorp pretendía lanzar al mercado como mascotas domésticas. Ratchet y Clank intentaron hablar con Fizzwidget sobre esto, pero Fizzwidget nunca hacía caso o cambiaba de tema. Al final queda todo revelado, siendo el Capitán Qwark quien estaba detrás de todo, disfrazado como Fizzwidget para vender las peligrosas criaturas como mascotas y luego siendo él quien fuera al rescate, quedando como héroe nuevamente.
Sin embargo todo le sale mal, y termina agrandando a la protomascota original, transformándola en un monstruo gigante, que lo devora. Ratchet y Clank vencen al monstruo, que escupe a Quark y al transformador, el cual usan para volver al monstruo a su estado normal. Ángela rescata al verdadero Fizzwidget, con quien hablan sobre un plan para acabar con las protomascotas, y así terminan finalmente salvando la galaxia. En cuanto a Quark, queda trabajando para Megacorp como conejillo de indias para sus experimentos.

### Ratchet & Clank 3 (Up Your Arsenal)
- PlayStation 2, 2004
- PlayStation 3, 2012
- PlayStation Vita, 2014

Ratchet tiene que volver deprisa a su planeta natal, Veldin, en la "Galaxia Solana", para defenderlo de la invasión de unos seres alienígenas llamados tiranoides, al mando del Dr. Nefarius, un robot que odia a los organismos vivos y solo quiere robots en la galaxia. Allí los robots de la Guardia Galáctica lo confunden con su sargento y rápidamente se ve inmerso en la historia. 
Es llamado a la Nave Fénix, el lugar de encuentro de la "Fuerza Q" (de Qwark), formada por unos cuantos personajes, a los que alguno ha visto en su primera aventura, que poseen cada uno una "valiosa" habilidad con la que pueden acabar con los planes de Nefarius y devolver la paz a la galaxia.
El Capitán Qwark (que planifica las misiones contra los tiranoides) casi siempre le envía junto a Clank a las misiones más peligrosas, llevándose al final todo el mérito Qwark, a pesar de comportarse como un cobarde durante toda la historia.
Clank participa en una serie de televisión, en la cual, Ratchet hace de chófer del «Agente Secreto Clank», pero es sustituido por el mono cíclope de las selvas de Florana, Skrunch. Ratchet también se enamora de la capitana de la Nave Fénix, llamada Sasha. El Presidente Galáctico, su padre, apenas puede oponerse al ataque destructivo que está llevando a cabo el Bioaniquilador, el arma de Nefarius que es capaz de transformar a todos los seres vivos de un planeta en robots. Solo Ratchet y Clank, con su incansable valentía y su poderoso arsenal, son capaces de salvar a todos los planetas de la invasión tiranoide y enfrentarse al terrible Dr. Nefarius. 
Al final, Nefarius y su mayordomo Lawrence transforman el Bioaniquilador en un robot gigante y montan en él; entonces aparece Qwark de nuevo para ayudar a los héroes, y al ver que Ratchet los va a aniquilar, se teletransportan sin pensar a un asteroide en medio de la nada, a millones de años luz de cualquier planeta.

### Ratchet & Clank: Going Mobile
- Teléfonos celulares, 2005

Al, el informático de la Nave Fénix, hackea unos móviles de esta época, y mete a Ratchet y a Clank dentro de un robot destructor. El objetivo es conducir una nave y detener al BK7 (nombre del robot) pasando peligros hasta encontrar una especie de baile que atraerá la atención de All. Cuando se llega a la última pantalla (la batería), el robot es indestructible debido a que está en un organismo cibernético. Después de una gran persecución los amigos se encuentran un misil que fue metido accidentalmente. Clank pilotará el misil y el móvil será destruido, Ratchet y Clank se quedarán en la Nave Fénix.

### Ratchet: Gladiator (Deadlocked)
- PlayStation 2, 2005
- PlayStation 3, 2013

Ratchet es ahora el nuevo capitán de la Nave Fénix, debido a que Sasha es la nueva alcaldesa de Metrópolis, sustituyendo a su padre. Ratchet es secuestrado junto a Clank y Al (el mecánico, también apareció en el primer y tercer juego) por Gleeman Vox, siendo llevados a una estación espacial en el Sector Sombrío de la Galaxia Solana, para participar (obligados) en su programa de televisión de gladiadores llamado "La hora del terror", donde antiguos héroes tienen que enfrentarse entre ellos a vida o muerte. A Ratchet le dan una armadura de combate y dos robots de combate llamados Merc y Green (tomados de un concursante eliminado). Clank es ahora su controlador de misión y Al es su ingeniero.
A lo largo del juego Ratchet tiene que sobrevivir a los combates en diferentes planetas y satélites. En algunos escenarios Ratchet se tiene que enfrentar a uno de los cuatro exterminadores (Reactor, Psicobot, Eviscerator y el campeón de ellos, Ace Hardlight).
Durante el juego Ratchet es difamado en las noticias (presentadas por los reporteros Dallas y Jane), que le presentan como un bandido malévolo y con poca o ninguna decencia moral. Aunque «cambian de opinión» cuando los exterminadores intenta explotar el coliseo con todos dentro y Ratchet es el único que los puede salvar.
Ratchet logra derrotar a los exterminadores y salvar a la gente del coliseo a tiempo.

### Ratchet & Clank: El tamaño importa (Size Matters)
- PlayStation Portable, 2007
- PlayStation 2, 2008

Ratchet y Clank, tras haber salvado el universo, deciden tomarse unas merecidas vacaciones en el planeta Pokitaru, que acabarán convirtiéndose en una aventura muy especial. Luna, una "encantadora y dulce niña", que quiere hacer fotos de Ratchet y Clank haciendo algo heroico para su proyecto escolar, les obliga a dejar sus vacaciones. Qwark, que decide seguirlos en su aventura, les comenta que nunca conoció a sus padres, y Clank le dice que busque sus orígenes. En un momento desesperado, Luna es secuestrada por unos robots tecnomitas. Los tecnomitas, según los cuentos infantiles, son los que crean la tecnología y la hacen funcionar. Ratchet, que no cree que existan, se une a Clank (quien no confiaba en Luna) para salvarla, secuestrada en Kalidon, una base tecnomita. Cuando la rescatan, descubren que habían caído en una trampa de los tecnomitas. Estos quieren crear clones de Ratchet para que, cuando sean agrandados con un artilugio de los tecnomitas (rayo reductor) capturen a todo ser inteligente de la galaxia, y sus conocimientos sean trasladados a su emperador, Otto el destructor. Después de vencerlo, Qwark, descubre que sus padres murieron por culpa de Otto. Quark, furioso, hace que Otto tenga la inteligencia de Skrunch, un mono cíclope de Ratchet and Clank 3. Quark es encogido, los clones se venden como muñecos de acción y ratchet completa sus vacaciones como se las merecía diciendo que se quería apresurar porque tenía un masaje en Pokitaru.

### Ratchet & Clank: Armados hasta los dientes (Future: Tools of Destruction)
- PlayStation 3, 2007

Ratchet tiene que luchar por su propia supervivencia, ya que un malvado emperador cragmita, de nombre Percival Tachyon, ha venido a Metrópolis con toda su pandilla (Comandos robóticos, naves, águilas mutantes, etc.) con el único objetivo de matarle, ya que es el último lombax del universo, y tiene algo especial que a ver con algo llamado "el secreto lombax", una poderosa arma que los lombax usaron para destruir a los Cragmitas, ya que querían dominar el universo.
Ratceht y Clank están en la galaxia Polaris arreglando su nave cuando Qwark les hace una videollamada explicando pidiendo ayuda, y como siempre, Qwark es secuestrado por Tachyon para hacer publicidad. Entonces van a por él, cuando Tachyon y sus robots entran a su nave. El criosueño hace su trabajo por lo que Clank ve a unas criaturas llamadas Zoni, que le proporcionaran poderes especiales y herramientas como ralentizar el tiempo y unas alas robóticas. A su vez, Tachyon se alía con el capitán pirata Romulus Slag y sus piratas galácticos, que tienen dominados algunos planetas de la Galaxia Polaris. Con un montón de preguntas que resolver, Ratchet y su amigo Clank partirán en busca de su propia salvación, y de una explicación lógica a todo lo que le está pasando.
Cuando fueron a la Estación Espacial Apogee, un poco mucho más tarde en el juego, encuentran nuevos personajes, como dos torpes robots llamados Kronk y Zephir, una chica llamada Talwyn Apogee, hija del explorador Max Apogee, se vuelven a cruzar con el Contrabandista y su loor, y a Rusty Pete, el primero de a bordo del Capitán Slag. Se pueden apreciar algunas armas como el Molatrón, una bola de discoteca que hace que los enemigos bailen (vista por primera vez en Cobalia), y el lanzatornados (vista primero en Fastoon), un arma que nos permitirá lanzar tornados y controlarlos con el sensor Sixaxis. El problema es que tiene un final un poco triste para los que quieren al pequeñín de Clank ya que es secuestrado por los Zoni. En este juego podemos apreciar un Ratchet más maduro, tanto en aspecto físico como en carácter.
En el siguiente juego, Ratchet & Clank: En busca del tesoro y más a fondo en Ratchet & Clank: Atrapados en el tiempo se encuentran porqué lo han secuestrado, obligándote a comprar esos dos.

### Clank: Agente secreto (Secret Agent Clank)
- PlayStation Portable, 2008
- PlayStation 2, 2009

El juego de acción Agente Secreto Clank (2008) fue desarrollado por High Impact Games para las consolas PSP y PS2, narra la historia del robot Clank que debe probar la inocencia de su compañero Ratchet, que ha sido acusado injustamente de un robo.
Ratchet ha caído en una trampa, ha sido acusado y detenido por robar en un museo. Clank debe demostrar la inocencia de su amigo y encontrar al verdadero ladrón. Esta es la trama con que inicia el juego.
Tras seguir la pista en muchos planetas, se encuentra que el culpable es Klunk, el robot malvado que Nefarius hizo para sustituirle, controlando a Ratchet para que robara el "Ojo del Infinito" y crear un láser.

### Ratchet & Clank: En busca del tesoro (Quest of Booty)
- PlayStation 3, 2008

Este juego es una minicontinuación directa de Armados hasta los dientes. Es "mini" porque dura aproximadamente 4 horas. Es corto, pero muy entretenido e intenso.
Al final del anterior juego, Clank es secuestrado por los Zoni, unos pequeños alíenigenas. Ratchet está desesperado y no sabe que hacer para recuperar a su amigo. Pero gracias a un potente superordenador, consiguen una pista: Un Capitán Pirata llamado Angstrom Darkwater, conoce a los Zoni como la palma de su mano. Ratchet y Talwyn van al planeta Merdegraw, el planeta de los piratas. Allí, descubren que está muerto, y el primero de a bordo del Capitán Slag (muerto también, pero solo queda su cabeza), Rusty Pete, les destierra a la isla de Hoolefar. Allí, arreglan unas turbinas eólicas para activar una antena. Y descubren ciertas cosas sobre el pasado de Darkwater. También encuentran el Ojo de Obsidiana, un telescopio que usó Darkwater para contactar con los Zoni. Pero hay un problema: para activarlo, se necesita la estrella Fulcro, un tesoro que los Zoni entregaron al pirata. Consiguen contactar con Rusty Pete, que les propone una cosa: Ayudarles a encontrar la Estrella Fulcro. Pero primero deben ir a las Cavernas de Morrow, a buscar el mapa de Darkwater, junto a su cuerpo. Una vez encontrado el mapa, Rusty Pete traiciona a Ratchet: Conecta la cabeza del Capitán Slag al cuerpo de Darkwater, liberando un montón de piratas zombi. Después de muchas misiones y combates, Ratchet vence al Capitán Slag/Darkwater y consigue la estrella Fulcro. Después de conectarla al Ojo de Obsidiana, descubren dónde está Clank, que está con el Dr.Nefarius.

### Ratchet & Clank: Atrapados en el tiempo (Future: A Crack in Time)
- PlayStation 3, 2009

Ratchet, tras descubrir que el secuestro de los Zoni fue maquinado por el Dr. Nefarius (el enemigo principal de Ratchet & Clank 3) debe buscar a su amigo y compañero Clank. Para conseguirlo se aliará con Qwark y con un lombax llamado Alister Azimuth, quien fue amigo de Kaden, el padre de Ratchet, que una vez fue líder de los Lombax y viajó accidentalmente a la dimensión donde se encuentran los Zoni, creyendo que Clank podría estar en un Gran Reloj. Clank intentará salir del reloj gracias a un robot llamado Sigmund y un objeto llamado Cronocetro que le permite manipular el tiempo. En este juego se descubrirán la verdad Clank fue creado por un Zoni llamado Orvus , se cree que es el mismo Zoni que le dio a Darkwater la Estrella Fulcro, durante la travesía de ratchet se encuentra con viejos amigos como el contrabandista y se puede escuchar a Rusty Pete y el Capitán Slag en la radio pirata en la nave. Ratchet lucha contra varios enemigos como las 3 Valquirias, Flint Vorselon (tres veces en total), el Dr. Nefarius y varios más. Viaja en el tiempo para ayudar a un planeta y vence a Nefarius en el pasado de 2 años atrás encuentra los zonis que hay por las galaxias y sobre todo la sorprendente TAUN V. Clank se encontrará con un personaje que no se es de esperar en su consciencia, cuando Ratchet y Clank se encuentran reciben ayuda del Capitán Qwark ( copernico L.Qwark) para entrar el la fortaleza de Nefarius disfrazarse de él y destruir sus naves de combate , después van en busca del Dr. Nefarius para acabar con él, cuando lo derrotan la estación de Nefarius esta por estallar y en los últimos momentos regresa Azimuth para salvarlos, pero luego el traiciona a Ratchet matándolo pero Clank regresa en el tiempo para salvarlo.Luego, Ratchet lucha contra Azimuth cuando este último se sacrifica para detener la máquina del tiempo falleciendo en el lugar. Después Ratchet decide irse y dejar a Clank sabiendo que estaba con su familia, Clank decide irse con Ratchet y ayudarlo a buscar su familia. Después de los créditos, aparece Flint Vorselon retando a Ratchet.

### Ratchet & Clank: Todos para uno (All 4 One)
- PlayStation 3, 2011

Ratchet, Clank y sus amigos vuelven en una nueva aventura que apuesta por el juego cooperativo. Para superar los diferentes niveles. Hasta cuatro jugadores tendrán que coordinar sus habilidades para resolver puzles, acabar con enemigos y saltar por las complicadas plataformas del juego. Los jugadores pueden agarrarse los unos a otros con un balanceador, además de contar con el habitual e imaginativo arsenal por el cual es conocida la franquicia para acabar con los enemigos.

### Ratchet & Clank QForce (Full Frontal Assault)
- PlayStation 3, 2012
- PlayStation Vita, 2013

Ratchet y Clank se ven envueltos en una aventura en la que tendrán que salvar al capitán Qwark de un viejo enemigo fan de Qwark que ya había aparecido en Ratchet y Clank 2, pero que encontrarlo era opcional al no estar en la historia de ese juego.Durante el juego, Ratchet y Clank deberán luchar contra ese misterioso enemigo juntos al viejo y clásico estilo de la serie, con armas nuevas y antiguas, y combates al estilo Tower defense.

### Ratchet y Clank Trilogy HD Series
- PlayStation 3, 2012
- PlayStation Vita, 2014

Es una compilación de los tres primeros juegos aparecidos en PS2 adaptados en alta definición.

### Ratchet & Clank: Nexus (Into the Nexus)
- PlayStation 3, 2013

## Apariciones en otros juegos
- En Hot Shots Golf Fore!, Ratchet y Clank aparecen como personajes adicionales.
- Ratchet es un personaje jugable en el juego Jak X: Combat Racing, solo antes si se tiene guardada en la Memory Card una partida de Ratchet Deadlocked.
- Ratchet y Clank también aparecen en el videojuego de ModNation Racers como corredores prediseñados que van incluidos en ediciones especiales del juego para PS3 y PSP.
- En el juego LittleBigPlanet 2 están disponibles los skins para Sackboy de Ratchet y Clank.
- Ratchet y Clank son personajes manejables en PlayStation Move Heroes compitiendo con otros personajes como Jak, Daxter, Sly Cooper y Bentley.
- Ratchet y Clank son personajes jugables en el nuevo juego PlayStation All-Stars Battle Royale formando un solo luchador.
- Ratchet aparece en Super Bomberman R como un personaje exclusivo de la versión de PlayStation 4